# Ayacucho (département)
Pour les articles homonymes, voir Ayacucho (homonymie).
Le département d'Ayacucho (en espagnol : Departamento de Ayacucho) est l'une des vingt-quatre régions du Pérou. Elle est divisée en onze provinces. Sa capitale est la ville d'Ayacucho.

## Géographie
- Lieu de rencontre de deux cordillères, ce département a des plaines plutôt désertiques. La région est limitée
- au nord par la région de Junín,
- au nord-ouest par la région de Huancavelica et la région de Cuzco,
- à l'est par la région d'Apurímac,
- au sud par la région d'Arequipa,
- au sud-ouest par la région d'Ica.

## Galerie

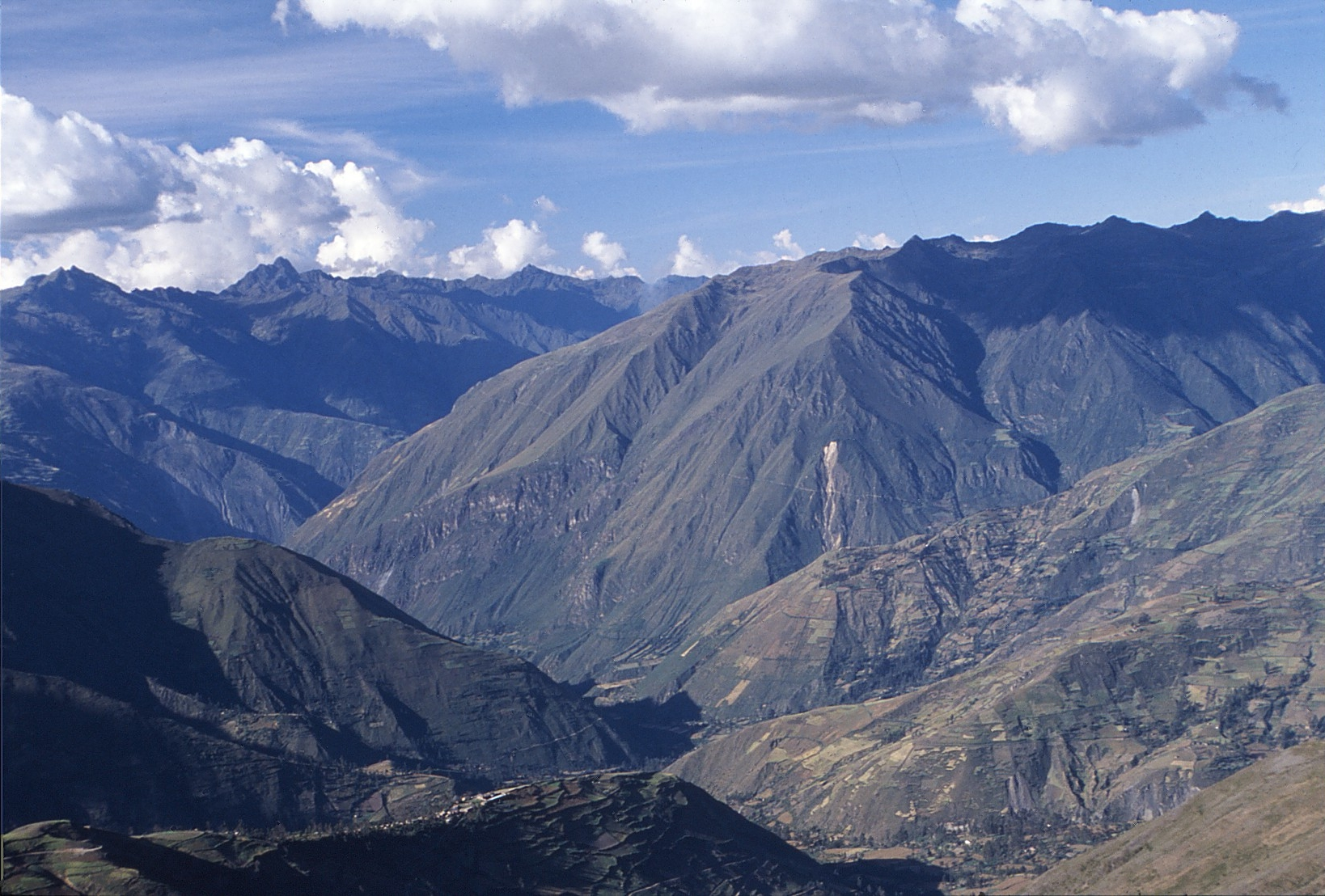
Les Andes dans la région d'Ayacucho.
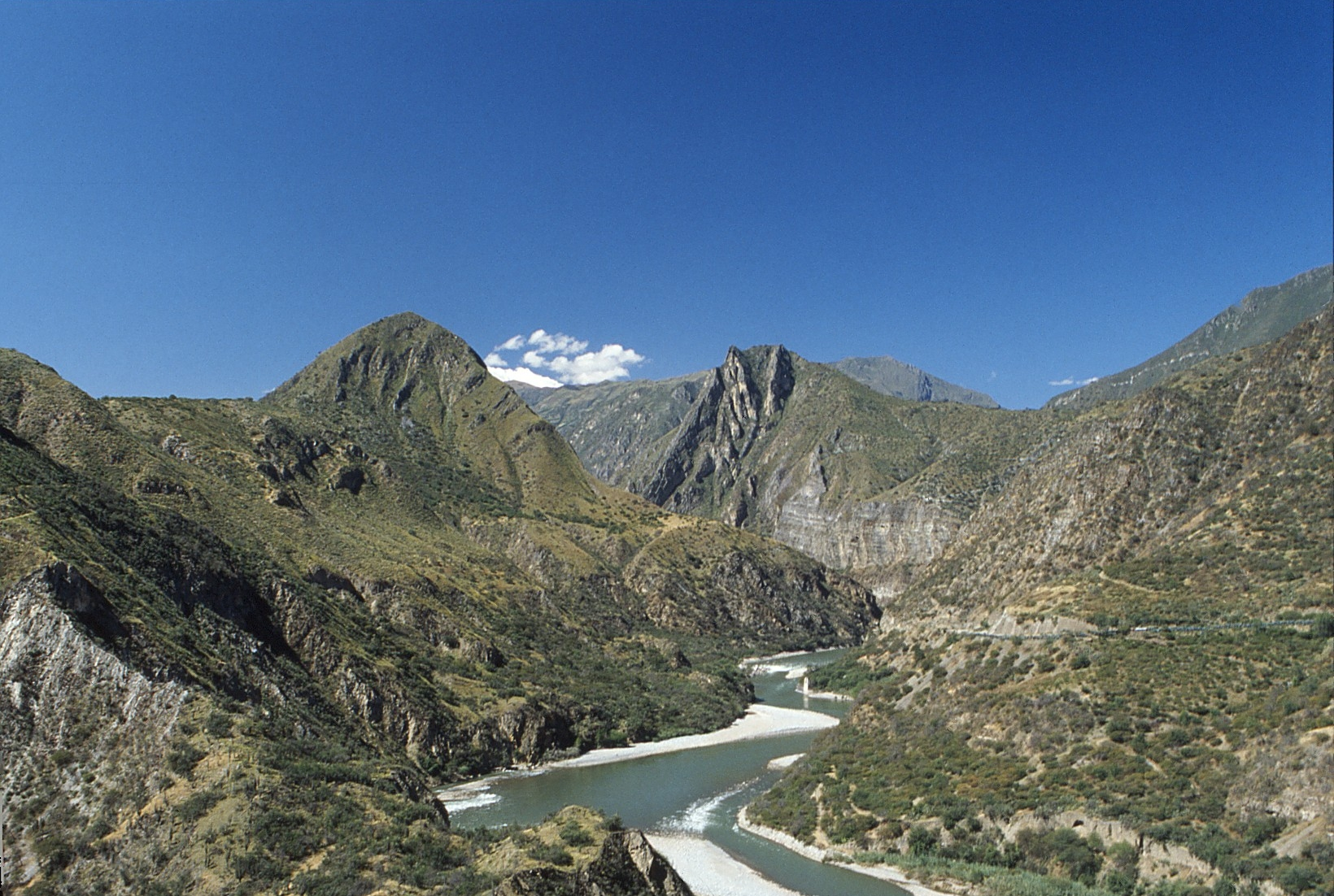
Les Andes dans la région d'Ayacucho.

## Divisions administratives
La région d'Ayachucho est divisée en onze provinces :
| Province             | Chef-lieu     | Districts | Carte des provinces |
| -------------------- | ------------- | --------- | ------------------- |
| Cangallo             | Cangallo      | 6         |                     |
| Huanta               | Huanta        | 8         |                     |
| Huamanga             | Ayacucho      | 15        |                     |
| Huanca Sancos        | Huanca Sancos | 4         |                     |
| La Mar               | San Miguel    | 8         |                     |
| Lucanas              | Puquio        | 21        |                     |
| Parinacochas         | Coracora      | 8         |                     |
| Páucar del Sara Sara | Pauza         | 10        |                     |
| Sucre                | Querobamba    | 11        |                     |
| Victor Fajardo       | Huancapi      | 12        |                     |
| Vilcas Huamán        | Vilcas Huamán | 8         |                     |

Ces provinces sont elles-mêmes subdivisées en 109 districts.

### Ressources naturelles
- Les principales cultures, du fait de la pauvreté du terrain, sont le blé, l'avoine, l'ulluco.
- L'élevage d'ovins.
- L'artisanat est une source importante de revenus, les retables sont les objets les plus fameux de ce département.

## Histoire
La région a été l'une des plus durement touchées par le terrorisme dans les années 1980 lors de la guérilla menée par le Sentier lumineux, période connue sous le nom de Conflit armé péruvien.

### Principales cultures
Des pictogrammes sur les murs de grottes prouvent que la région fut habitée il y a très longtemps.
On ne reconnaît que la présence du peuple Huari ou Wari, jusqu'à son absorption par les incas.

### Personnalités liées au département
- Felipe Guaman Poma de Ayala : chroniqueur espagnol, connu pour son ouvrage Nueva corónica y buen gobierno.
- Andrés Avelino Cáceres : l'un des trois héros de la guerre contre le Chili et président du Pérou.
- Tania Pariona Tarqui, femme politique, membre du Congrès, militante des droits de l'homme.